# Epidromia tinctifera
Epidromia tinctifera là một loài bướm đêm trong họ Erebidae.